# Anaea cubana
Anaea cubana är en fjärilsart som beskrevs av Druce 1905. Anaea cubana ingår i släktet Anaea och familjen praktfjärilar. Inga underarter finns listade i Catalogue of Life.